# グレイストーク -類人猿の王者- ターザンの伝説
『グレイストーク -類人猿の王者- ターザンの伝説』（原題：Greystoke: The Legend of Tarzan, Lord of the Apes）は、1983年制作のイギリス・アメリカ映画。『グレイストーク ターザンの伝説』とも表記される。
それまで映画やテレビドラマで制作されてきた『ターザン』とは一線を画し、初めて原作に忠実に映画化した作品。よって、それまでのような派手なアクションやアドベンチャーは抑えられ、ターザンの成長に主眼を置いたドラマ作品となっている。

## キャスト
| 役名                          | 俳優                                | 日本語吹替 | 日本語吹替   |
| 役名                          | 俳優                                | TBS版      | テレビ朝日版 |
| ----------------------------- | ----------------------------------- | ---------- | ------------ |
| ターザン / ジョン・クレイトン | クリストファー・ランバート          | 山寺宏一   | 堀内賢雄     |
| ジェーン・ポーター            | アンディ・マクダウェル              | 玉川紗己子 | 小山茉美     |
| グレイストーク伯爵            | ラルフ・リチャードソン              | 宮川洋一   | 久米明       |
| フィリップ・ダルノー          | イアン・ホルム                      | 坂口芳貞   | 富山敬       |
| エスカー卿                    | ジェームズ・フォックス              |            |              |
| アリス・クレイトン            | シェリル・キャンベル                |            |              |
| ジェフソン・ブラウン          | イアン・チャールソン                | 大木民夫   | 池田勝       |
| ダウニング少佐                | ナイジェル・ダヴェンポート          |            |              |
| ジョン・クレイトン卿          | ポール・ジェフリー                  | 富山敬     | 江原正士     |
| ビリングス                    | リチャード・グリフィス              |            |              |
| ブラー                        | デヴィッド・スーシェ                |            |              |
| ターザン（12歳）              | エリック・ラングロワ                |            |              |
| 晩年のジェーン （声のみ）     | グレン・クローズ （クレジットなし） |            |              |

- TBS版：初回放送1989年6月15日『火曜ビッグシアター』
- テレビ朝日版：初回放送1993年11月28日『日曜洋画劇場』

## スタッフ
- 監督：ヒュー・ハドソン
- 脚本：ロバート・タウン （P・H・ヴァザック名義）、マイケル・オースティン
- 原作：エドガー・ライス・バローズ
- 製作：ヒュー・ハドソン、スタンリー・S・カンター、ガース・トーマス
- 撮影：ジョン・オルコット
- 音楽：ジョン・スコット
- 特殊メイク：リック・ベイカー

## ノミネート
第57回アカデミー賞
- 助演男優賞（ラルフ・リチャードソン）
- 脚色賞（P・H・ヴァザック、マイケル・オースティン）
- メイクアップ賞（リック・ベイカー）